# Boris Karloff
William Henry Pratt, művésznevén Boris Karloff (London, 1887. november 23. – Midhurst, 1969. február 2.) angol színész. Nevezetesebb alakításai között vannak a Frankenstein filmek melyben a szörnyet alakította, illetve A múmia című filmben szintén ő játszotta a főszerepet. Ő volt a Grinch hangja, valamint a narrátor is a How the Grinch Stole Christmas című rajzfilmben.

## Élete

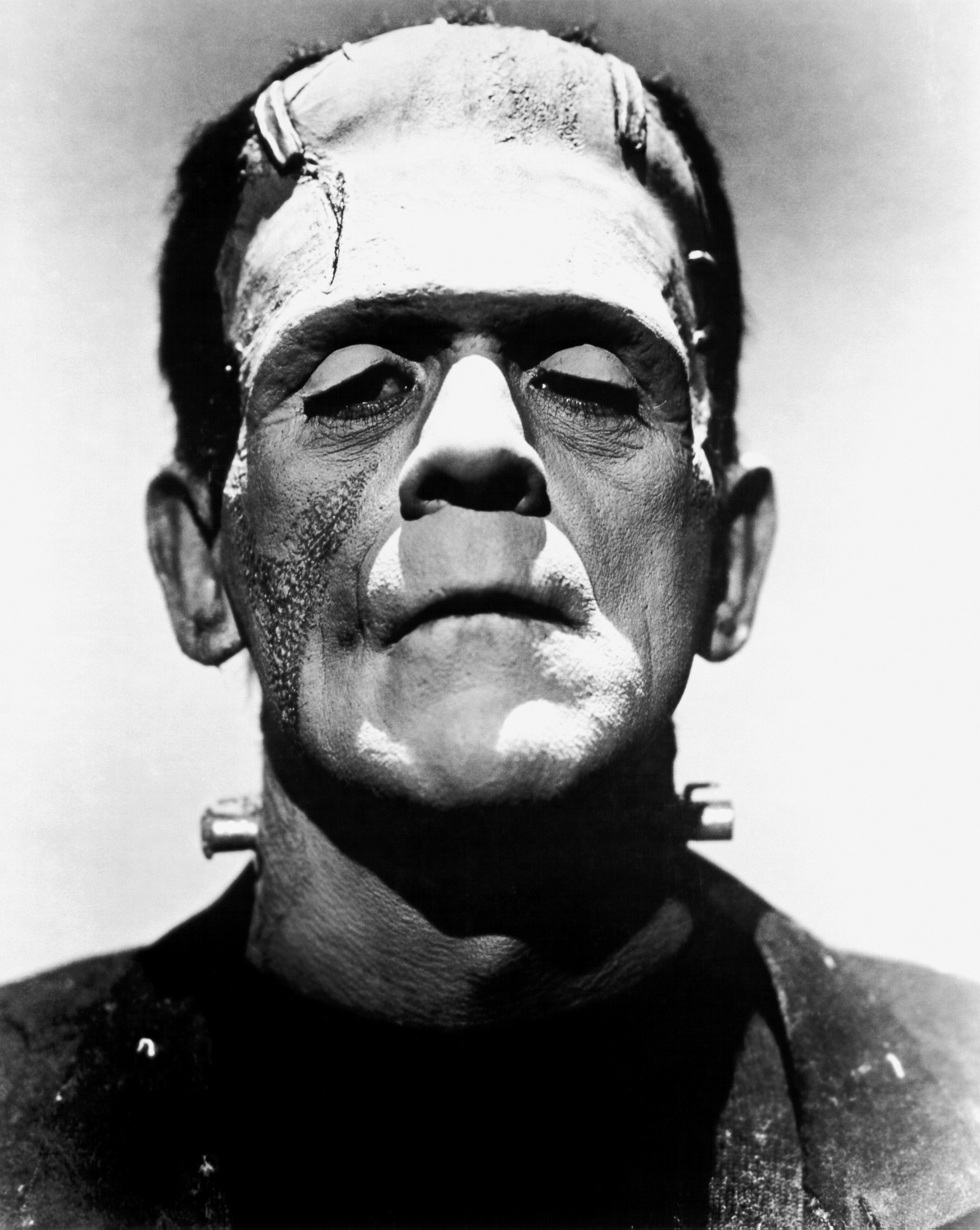
Frankenstein szörnyeként a Frankenstein menyasszonya (1935) c. filmben

Londonban született egy család kilencedik gyermekeként. Enfieldben nőtt fel és járt iskolába, 1909-ig mezőgazdasági munkásként dolgozott. Ezután Kanadában poggyászkezelő volt, majd dadogása leküzdése után színpadi szerepeket is vállalt. A Boris Karloff nevet egy könyvben olvasta, azért vette fel, mert megtetszett neki. 1912-től nehéz fizikai munkákat végzett Kanadában és az Amerikai Egyesült Államokban. Hollywoodba az 1910-es évek végén jutott el. 12 némafilmben tűnt fel, majd a The Criminal Code-ban nyújtott alakításáért megkapta a Frankenstein főszerepét, amit Lugosi Béla visszautasított (így viszont Karloff Lugosi nagy vetélytársaként lépett elő). Ez a film tette ismertté, ezután már A múmia főszerepét is megkapta, ebben együtt játszott Johann Zita magyar színésznővel. 1969.-ben halt meg az angliai Midhurst városában. Két csillagot is kapott a Hollywoodi Hírességek sétányán, egyet a legendás horror alakításaiért, egyet pedig a televíziós közreműködéseiért.
Karloff, bár munkája jelentős részét az Egyesült Államokban végezte, sose gondolt arra, hogy ott telepedjen le, s végig megőrizte angol állampolgárságát. A magánéletben kerülte a horror témakörét, sőt gyakran öltözött be télapónak, hogy a gyerekeknek és kórházban kezelt fogyatékosoknak karácsonykor ajándékot osztogathasson. A Boris Karloff nevet szigorúan művésznévként használta, hivatalosan mindvégig William Henry Pratt maradt.

## Filmjei
- 1916 The Dumb Girl of Portici
- 1918 The Lightning Raider
- 1919 The Masked Rider, His Majesty, the American, The Prince and Betty
- 1920 The Deadlier Sex, The Courage of Marge O'Doone, The Last of the Mohicans
- 1921 The Hope Diamond Mystery, Without Benefit of Clergy, Cheated Hearts, The Cave Girl
- 1922 The Man from Downing Street, The Infidel, The Altar Stairs
- 1923 Omar the Tentmaker, The Woman Conquers, The Gentleman from America, The Prisoner
- 1924 Riders of the Plains, The Hellion, Dynamite Dan
- 1925 Parisian Nights, Forbidden Cargo, The Prairie Wife, Perils of the Wild, Never the Twain Shall Meet, Lady Robinhood
- 1926 The Greater Glory, Her Honor, the Governor, The Bells, The Nickel-Hopper, The Golden Web, The Eagle of the Sea, Flames, Old Ironsides, Flaming Fury, Valencia, The Man in the Saddle
- 1927 Tarzan and the Golden Lion, Let It Rain, The Meddlin' Stranger, The Princess from Hoboken, The Phantom Buster, Soft Cushions, Két arab lovag, The Love Mart
- 1928 The Vanishing Rider, Burning the Wind, Vultures of the Sea, The Little Wild Girl
- 1929 The Devil's Chaplain, The Fatal Warning, The Phantom of the North, Two Sisters, Anne Against the World, Behind That Curtain, The King of the Kongo, The Unholy Night
- 1930 The Bad One, The Sea Bat, The Utah Kid, The Mother's Cry
- 1931 Sous les verrous ("Pardon Us" - French version), The Criminal Code, King of the Wild, Cracked Nuts, Young Donovan's Kid, Smart Money, The Public Defender, I Like Your Nerve, Graft, Five Star Final, The Yellow Ticket, The Mad Genius, The Guilty Generation, Frankenstein, Tonight or Never
- 1932 Behind the Mask, Alias the Doctor, Business and Pleasure, Scarface, The Miracle Man, Night World, The Old Dark House, The Mask of Fu Manchu, A múmia
- 1933 The Ghoul
- 1934 The Lost Patrol, The House of Rothschild, A fekete macska, Gift of Gab
- 1935 Bride of Frankenstein, A holló, The Black Room
- 1936 A láthatatlan sugár, The Walking Dead, Juggernaut, The Man Who Changed His Mind, Charlie Chan at the Opera
- 1937 Night Key, West of Shanghai
- 1938 The Invisible Menace, Mr. Wong, Detective
- 1939 Devil's Island, Son of Frankenstein, The Mystery of Mr. Wong, Mr. Wong in Chinatown, The Man They Could Not Hang, Tower of London
- 1940 The Fatal Hour, British Intelligence, Black Friday, The Man with Nine Lives, Doomed to Die, Before I Hang, The Ape, You'll Find Out
- 1941 The Devil Commands
- 1942 The Boogie Man Will Get You
- 1944 The Climax, House of Frankenstein
- 1945 The Body Snatcher, A testrabló
- 1945 Isle of the Dead, Halálsziget
- 1946 Bedlam
- 1947 The Secret Life of Walter Mitty, Lured, Unconquered, Dick Tracy Meets Gruesome
- 1948 Tap Roots, The Emperor's Nightingale
- 1949 Abbott and Costello Meet the Killer, Boris Karloff
- 1951 The Strange Door
- 1952 Colonel March Investigates, The Black Castle
- 1953 Abbott and Costello Meet Dr. Jekyll and Mr. Hyde
- 1954 The Island Monster, The Hindu
- 1957 Voodoo Island
- 1958 The Juggler of Our Lady, The Haunted Strangler, Frankenstein 1970, Corridors of Blood
- 1963 Black Sabbath, The Terror, The Raven
- 1964 Bikini Beach, The Comedy of Terrors
- 1965 Die, Monster, Die!
- 1966 The Daydreamer, The Ghost in the Invisible Bikini, How the Grinch Stole Christmas!
- 1967 The Venetian Affair, Mad Monster Party, The Sorcerers
- 1968 Targets, Curse of the Crimson Altar, The Fear Chamber, House of Evil
- 1970 El Coleccionista de cadáveres aka Blind Man's Bluff
- 1971 The Incredible Invasion, Isle of the Snake People

## Fordítás
- Ez a szócikk részben vagy egészben  a   Boris_Karloff című angol Wikipédia-szócikk fordításán alapul.  Az eredeti cikk szerkesztőit annak laptörténete sorolja fel. Ez a jelzés csupán a megfogalmazás eredetét és a szerzői jogokat jelzi, nem szolgál a cikkben szereplő információk forrásmegjelöléseként.